# Motoki Kawasaki
Motoki Kawasaki (川崎 元気 Kawasaki Motoki?, nacido el 2 de febrero de 1979 en Oita) es un exfutbolista japonés. Jugaba de centrocampista y su último club fue el V-Varen Nagasaki de Japón.

## Trayectoria

### Clubes
| Club             | País  | Año         |
| ---------------- | ----- | ----------- |
| Oita Trinita     | Japón | 1997 - 2001 |
| Gamba Osaka      | Japón | 2001        |
| Sagan Tosu       | Japón | 2002 - 2003 |
| ALO'S Hokuriku   | Japón | 2004 - 2005 |
| Banditonce Kobe  | Japón | 2006 - 2007 |
| V-Varen Nagasaki | Japón | 2008 - 2010 |